# Georges Deniau
 Georges Deniau, né le 25 décembre 1932 à Paris, est un joueur puis entraîneur de tennis français.

## Biographie
Georges Deniau commence le tennis à Argelès-Gazost puis commence la compétition en 1945 au PAC (Rueil). En tant que joueur, il a atteint le 3e tour du tournoi de Roland-Garros en simple 1955 et 1956. Durant l'ère Open, il a joué le 1er tour en 1968 contre Ion Țiriac et a disputé le tournoi en double annuellement jusqu'en 1972.
Après avoir été classé 1re série pendant 6 années, il devient entraîneur à partir de 1961 et décroche le titre de champion de France professionnel en 1962.
Il anime une école de tennis à 1600m d'altitude à Flaine dans les Alpes. Il a notamment travaillé avec les équipes de Coupe Davis de France au début des années 1970, et de Suisse dans les années 1980, pays dans lequel il a été par la suite directeur technique national pendant 5 ans, menant l'équipe jusqu'à la finale en 1992. Il a aussi fait partie de l'équipe encadrante de l'équipe de France victorieuse en 2001,. Comme entraîneur de joueurs, il a notamment coaché Guy Forget et Jakob Hlasek.
Il a aussi publié plusieurs ouvrages techniques et a écrit des articles et a été responsable des pages techniques Tennis Magazine dès 1976. En 2011, il sort Des Mousquetaires à Federer, un ouvrage dans lequel il raconte ses rencontres avec de grands joueurs de l'histoire, de Henri Cochet à Roger Federer.

## Publications
- Tennis total, La Jeune Parque, 1970
- Tennis - la technique, la tactique, l'entraînement, Robert Laffont, 1974  (ISBN 2221051556)
- Comment gagner en 15 leçons au tennis, Mengès, 1982  (ISBN 2856201555)
- Des Mousquetaires à Federer, Edilac, 2011  (ISBN 2-915351-15-5)